# Julia Medina
Julia Medina (San Fernando, 27 novembre 1994) è una cantante spagnola.

## Biografia
Julia Medina è salita alla ribalta nel 2018, con la sua partecipazione al talent show spagnolo Operación Triunfo, dove ha raggiunto la finale finendo quinta. La compilation contenente le sue cover eseguite durante il programma ha raggiunto la 6ª posizione nella classifica settimanale degli album più venduti in Spagna.
In seguito al suo successo a Operación Triunfo, la cantante ha ottenuto un contratto discografico con la Universal Music Spain, sotto la quale ha pubblicato il suo primo album d'inediti No dejo de bailar nel successivo ottobre. Il disco ha debuttato al 3º posto nella classifica degli album. No dejo de bailar è supportato dall'omonimo tour, consistente in undici tappe in tutta la Spagna.

## Discografia

### Album in studio
- 2019 – No dejo de bailar

### Raccolte
- 2019 – Sus canciones

### Singoli
- 2019 – Dime

## Tournée
- 2020 - No dejo de bailar Tour